# 刘敏学
刘敏学（1934年—），湖南长沙人，中华人民共和国政治人物，中华全国工商业联合会原副主席，原国家工商行政管理局局长，中华商标协会会长，第九届全国政协委员。